# Parmelina euplectina
Parmelina euplectina är en lavart som beskrevs av Kurok. ex Elix. Parmelina euplectina ingår i släktet Parmelina och familjen Parmeliaceae.   Inga underarter finns listade i Catalogue of Life.